# Miguel Prieto Pérez
Miguel Prieto (Zamora, 7 de abril de 1952) es un piloto de rallies español. Fue el primer español en alcanzar el podio en el Rally Dakar en la categoría de coches. Reside en Vitoria.

## Palmarés
- Vencedor del Rally de Túnez en 1985
- Vencedor del Rally de los Faraones en 1986
- 2.º en el Rally Dakar de 1999
- Primer piloto español en subir al podio del Paris Dakar Africano
- Único piloto del mundo ganador absoluto de 2 grandes carreras africanas del campeonato del Mundo de Rallyes TT con vehículo diésel
- Único piloto español ganador de dos carreras africanas (Túnez y Faraones)
- 24 carreras ganadas en categoría diésel.

### Experiencia como piloto profesional
- 30 años como piloto profesional
- 22 años en pruebas africanas
- 37 carreras realizadas en África
- 8 años de piloto oficial Nissan
- 6 años de piloto oficial Mitsubishi Motors España
- 3 años de Piloto Oficial Mitsubishi
- 1 año Piloto Mercedes Benz (camiones)

### Principales carreras
- Paris-Dakar (20 participaciones)
- Baja de España (22 participaciones)
- Rally Faraones Egipto (7 participaciones)
- Rally Túnez (4 participaciones)
- Baja Portugal (4 participaciones)
- Baja Italia (2 participaciones)
- Rally Atlas Marruecos (2 Participaciones)
- Campeonato de España de Raids TT (2 años)
- Campeonato de Jeep Cross (2 años)

## Resultados

### Rally Dakar
| Año     | Categoría | Vehículo   | Posición | Etapas |
| ------- | --------- | ---------- | -------- | ------ |
| 1987    | Coches    | Nissan     | 9.º      | -      |
| 1989    | Coches    | Nissan     | 21.º     | -      |
| 1990    | Coches    | Nissan     | 13.º     | -      |
| 1996    | Coches    | Mitsubishi | 11.º     | -      |
| 1997    | Coches    | Mitsubishi | 12.º     | -      |
| 1998    | Coches    | Mitsubishi | 8.º      | -      |
| 1999    | Coches    | Mitsubishi | 2.º      | 3      |
| 2000    | Coches    | Mitsubishi | Ret.     | -      |
| 2001    | Coches    | Mitsubishi | Ret.     | -      |
| 2002    | Coches    | Mitsubishi | Ret.     | -      |
| 2003    | Coches    | Mitsubishi | Ret.     | -      |
| 2004    | Coches    | Mitsubishi | Ret.     | -      |
| 2006    | Coches    | Mitsubishi | Ret.     | -      |
| Fuente: |           |            |          |        |